# Vulcano
Pour les articles homonymes, voir Vulcano (homonymie).
Vulcano (en latin Vulcanus, nom du dieu romain du feu Vulcain) est une île volcanique et un archipel volcanique (en latin Vulcani Insulae) d'Italie situées dans les îles Éoliennes, au nord de la Sicile, dans la mer Tyrrhénienne. Elle fait administrativement partie de la commune de Lipari, du nom de l'île principale voisine.

## Géographie

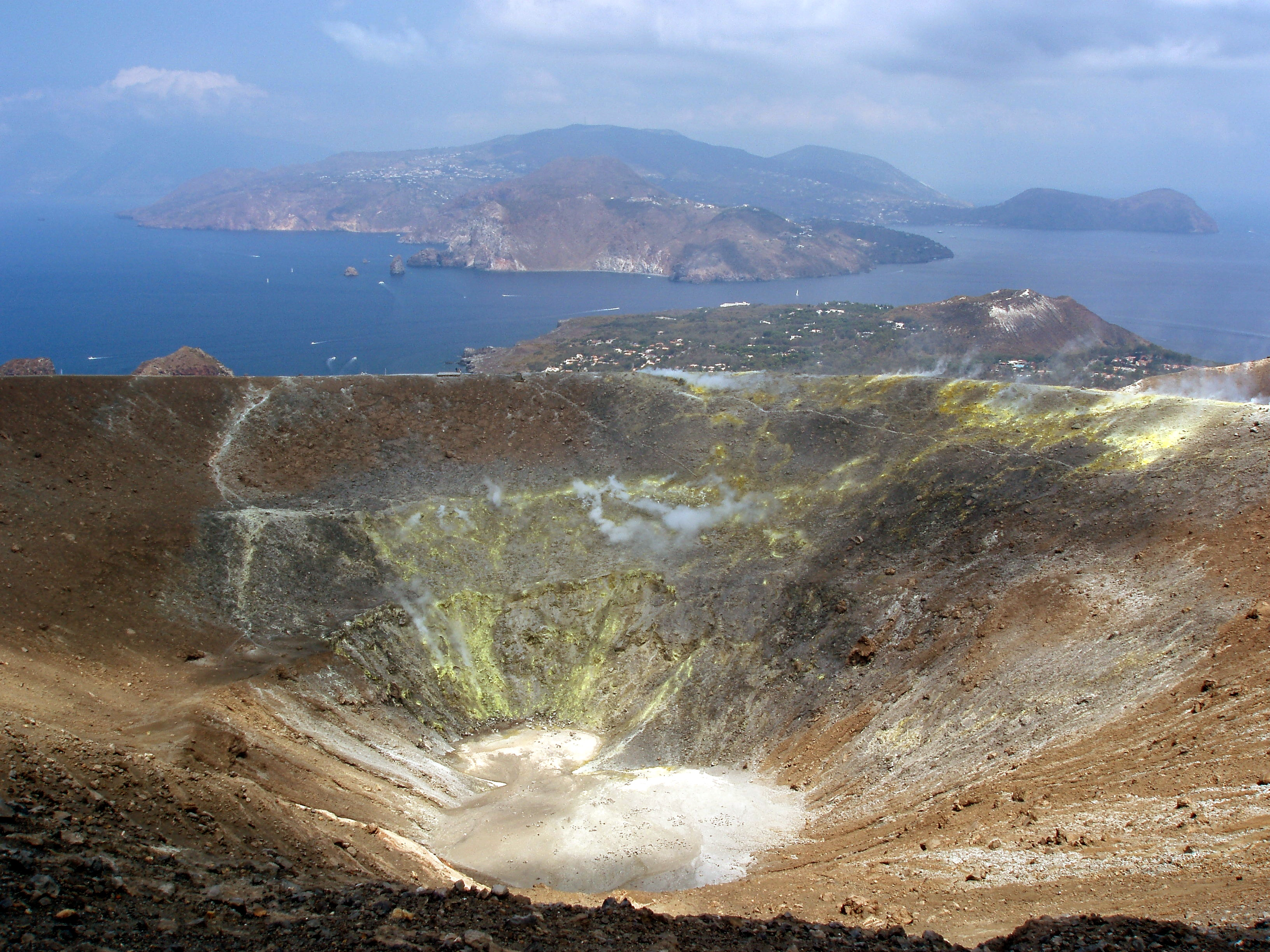
Vue depuis le sommet du cratère du Vulcano en direction du nord avec Lipari au dernier plan.

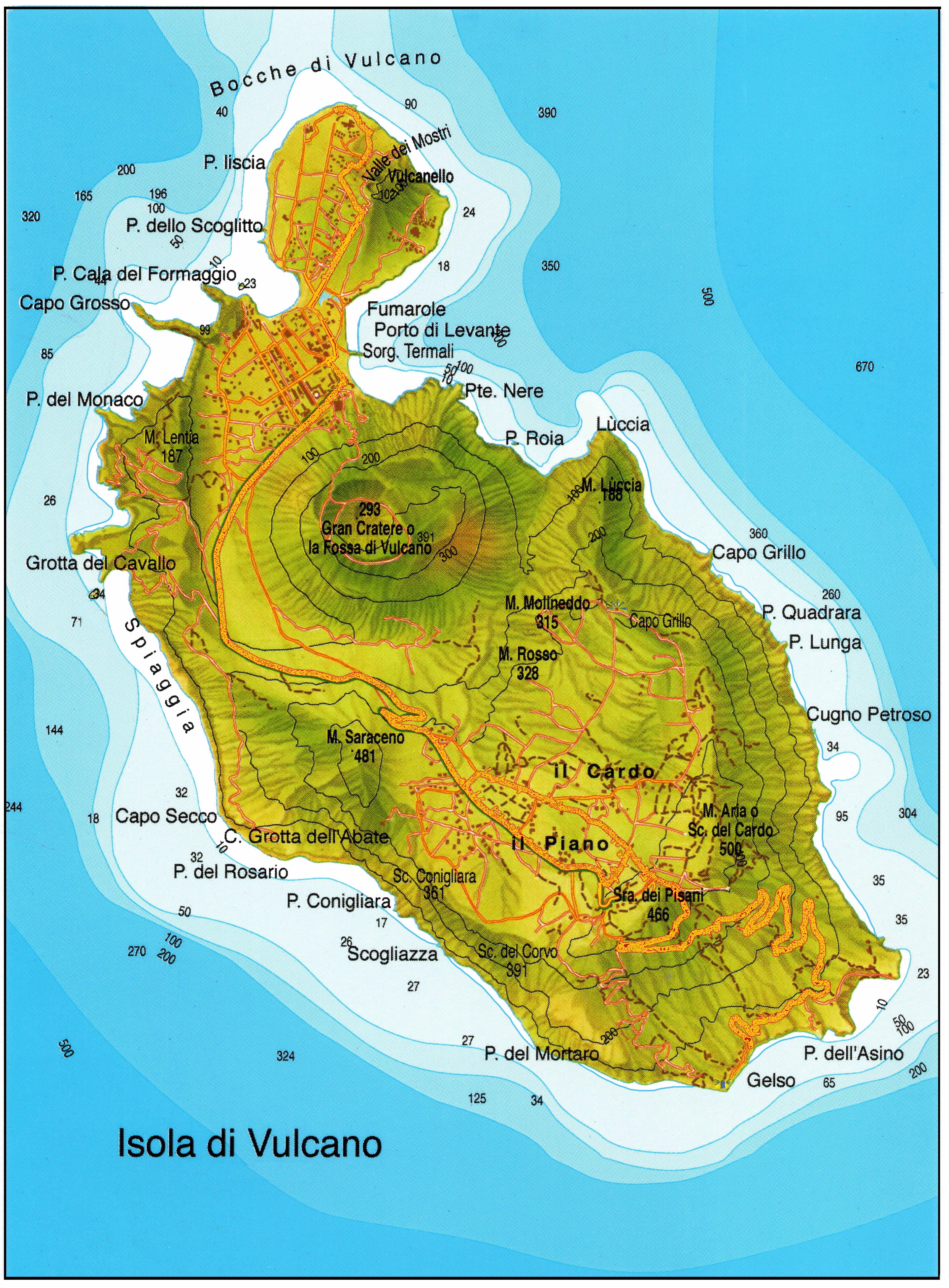
Carte topographique de l'île.

L'île de Vulcano est située au nord de la Sicile, dans les îles Éoliennes dont elle est l'île la plus méridionale.
Mesurant 21,2 km2 de superficie, elle constitue le sommet émergé d'un volcan qui culmine à 500 mètres d'altitude et repose sur des fonds marins de plus de 1 000 mètres. 
Le sud de l'île est constitué d'un plateau dont l'un des rebords forme le mont Aria. Au sud et à l'ouest les anciens cratères Lentia, Saraceno et Piano témoignent de l'activité volcanique du Quaternaire aux laves variées, allant des basaltes aux rhyodacites. 
Le centre est occupé par le grand cratère, la Fossa (390 m), flanqué au nord-ouest d'un cratère éteint, Forgia Vecchia. La pente externe du volcan est en moyenne de 35°. Siège de l'activité volcanique, il présente, essentiellement à la lèvre nord-est de la Fossa, de nombreuses fumerolles colorées en jaune par les cristaux de soufre, les plus chaudes (inférieures à 300 °C) déposant du chlorure d'aluminium aux orifices. On trouve au centre un dégagement de sulfure d'hydrogène. 
Au nord, Vulcanello (123 m), cône volcanique latéral du Vulcano à trois cratères qui a émergé en 183 av. J.-C. et est en sommeil depuis 14 siècles, forme une presqu'île depuis le XVIe siècle ; un isthme  relie Vulcanello à l'île principale.
Les côtes sont escarpées mais comportent quelques plages de sable noir où débouchent des sources thermales soufrées aux vertus réputées thérapeutiques et dont la température varie d'environ 35 °C à 50 °C. Des mares de boue sulfureuses permettent aussi de prendre des bains.
Au large, se trouvent les îles de Scoglio delle Sirene (it), Scoglio delle Meduse, Pietra Quaglietto (it)...
L'ensemble de l'île, y compris le cratère principal, est accessible par des sentiers. Ces derniers mènent entre autres à la « vallée des monstres » où se trouvent des formations nées de projections de bombes volcaniques.

## Histoire
Thucydide au Ve siècle av. J.-C. écrit que les habitants de Lipari cultivent les îles environnantes dont Hiéra (Vulcano), où ils pensent que « Héphaïstos a ses forges, parce qu'on en voit monter beaucoup de flammes la nuit et de fumée le jour. »
Au Ve siècle, Orose écrit dans ses Histoires contre les païens que, en 183 av. J.-C., « en Sicile sortit soudain de la mer, à l’étonnement de tous, l’île de Vulcain qui n’existait pas auparavant, et demeure encore de nos jours. »
La dernière éruption violente du Vulcano date de 1888-1890, avec des projections de bombes volcaniques en « croûte de pain » et des quantités de ponce et de cendres. Le sismologue et volcanologue italien Giuseppe Mercalli étudie cette activité sismique et définit ce qu'on appelle désormais l'éruption vulcanienne. 
Depuis cette époque, le volcan demeure en activité et fait l'objet d'une surveillance constante.
L'activité du volcan connaît un regain en octobre 2021, les émissions de dioxyde de soufre sont en augmentation entraînant l'interdiction de l'ascension et une évacuation de deux familles après la découverte d'animaux morts.

## Démographie
715 personnes vivent sur Vulcano. Ils sont appelés vulcanari en italien. Leur principale source de revenus est le tourisme.

## Dans la culture
Maupassant raconte son ascension de Vulcano en 1885 (à un moment où le volcan était plus actif qu'il ne l'est aujourd'hui), dans En Sicile, chronique publiée en 1886 et intégrée en 1890 dans La Vie errante.
En 1949, l'île sert de décor au film du même nom, Vulcano, du réalisateur William Dieterle, avec l'actrice italienne Anna Magnani dans le rôle principal.
Le combat final de Battle Tendency, la deuxième partie du manga et anime JoJo's Bizarre Adventure, se déroule sur le volcan de l'île.

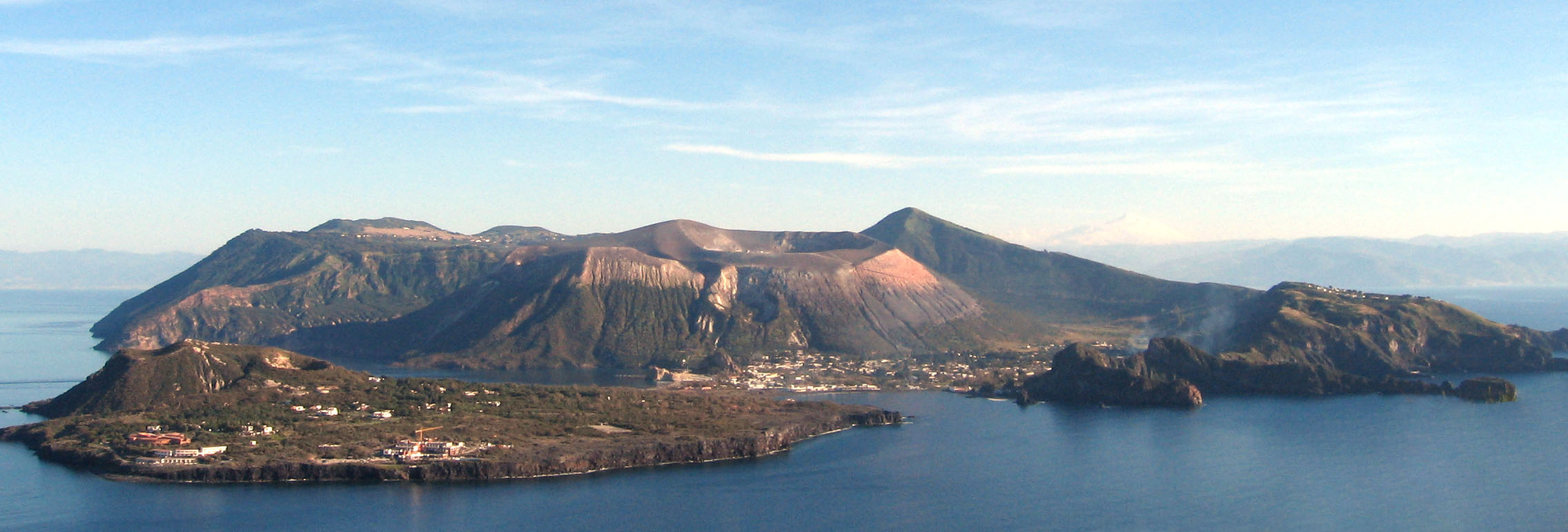
Vue de Vulcano depuis Lipari avec Vulcanello au premier plan et le cratère du Vulcano au second plan.
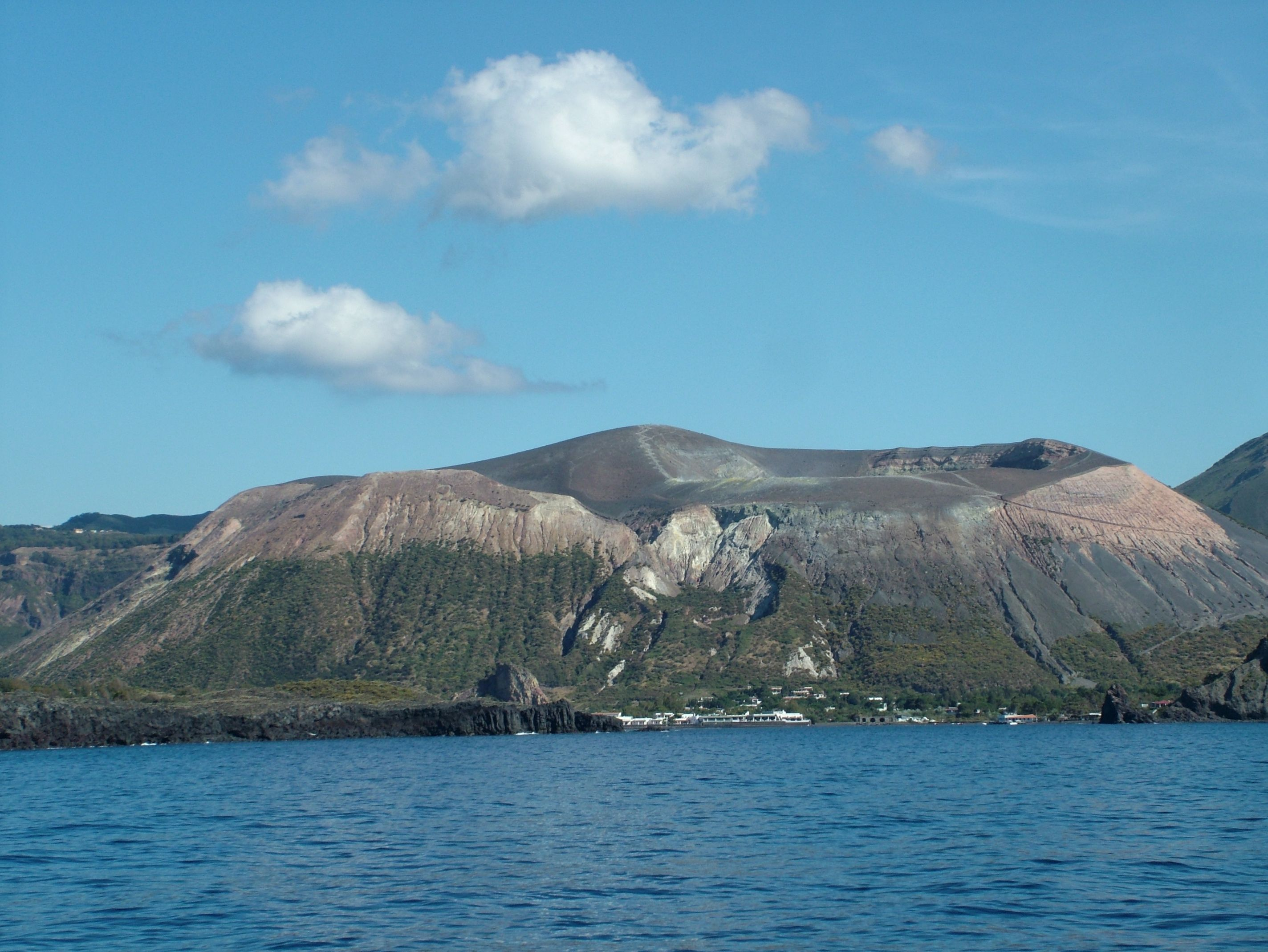
Le cratère
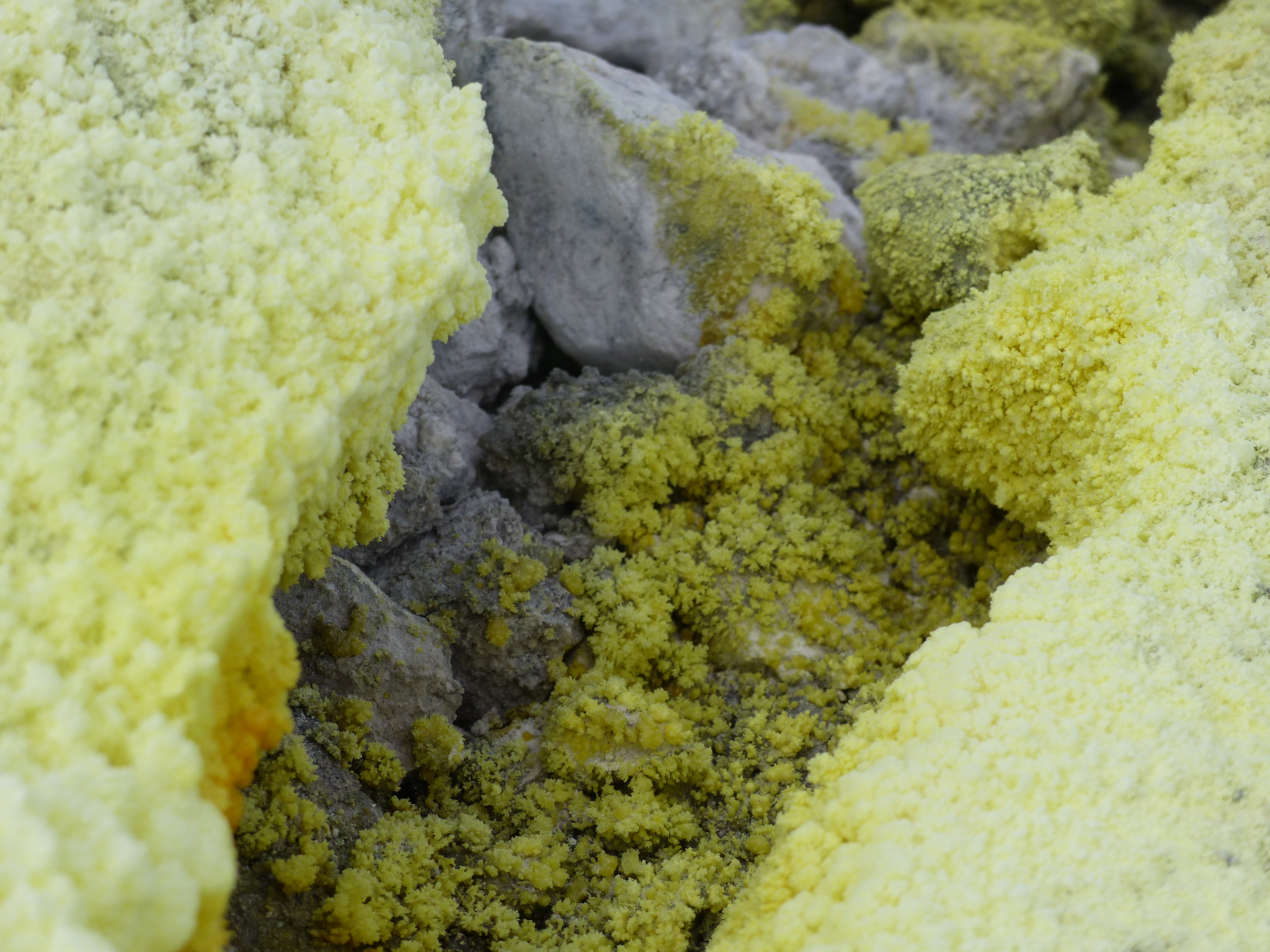
Cristaux de soufre formés dans le cratère.
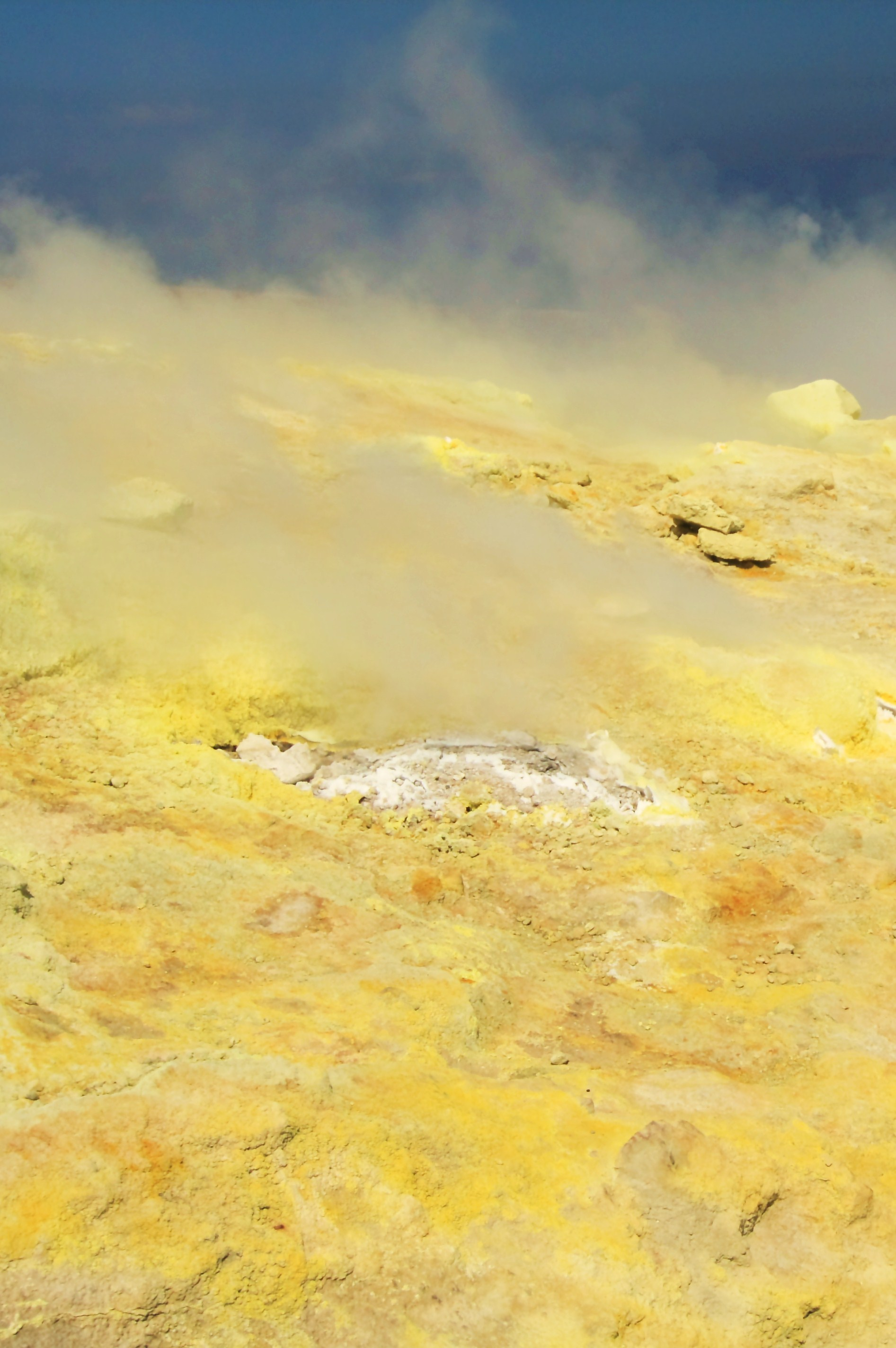
Fumerolles
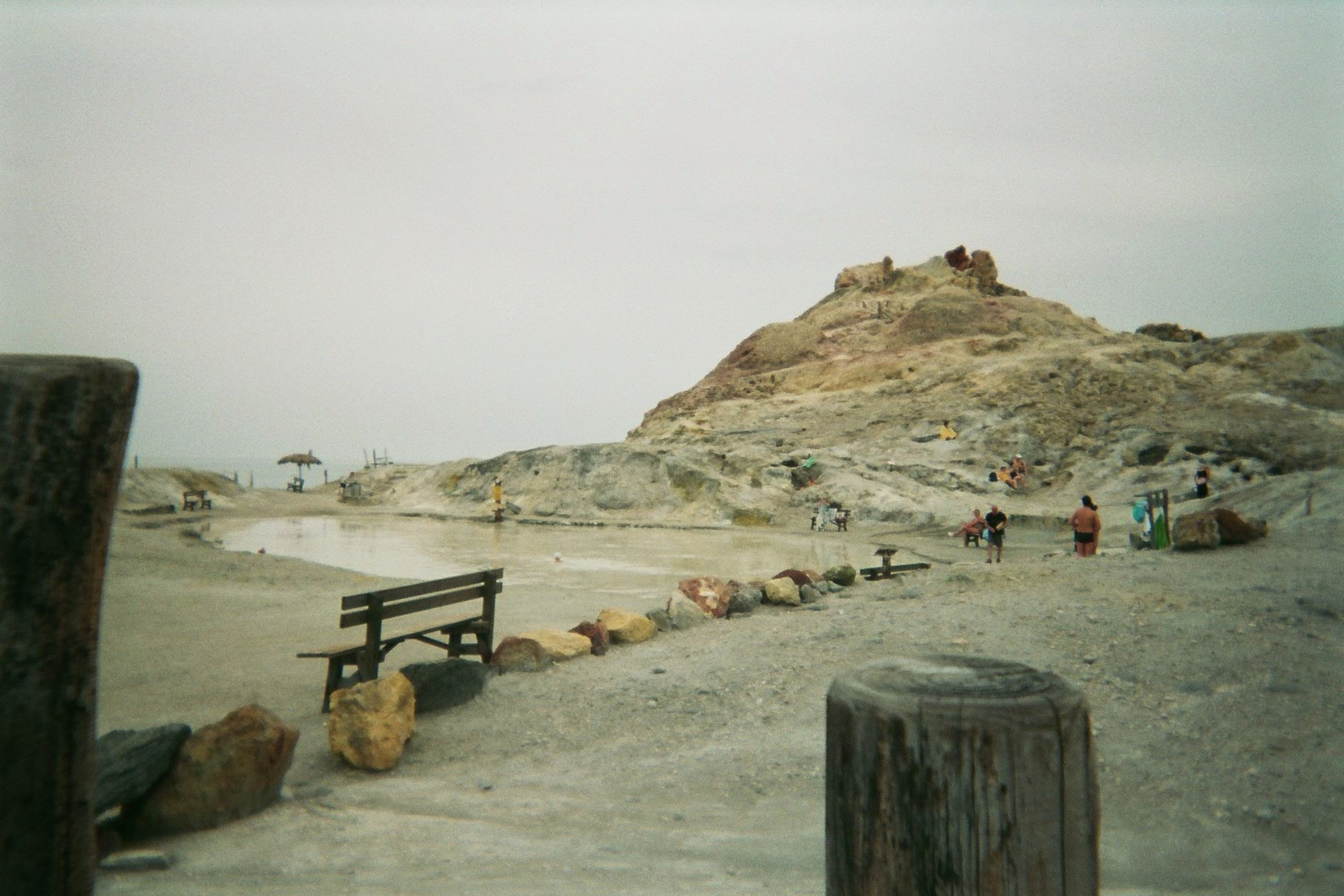
Bains de boue sur Vulcano.